# خاس آمریکایی
خاس آمریکایی (نام علمی: Ilex opaca) نام یک گونه از سرده خاس است.